# Port de commerce de Kertch
Le port de commerce de Kertch (en russe : Керченский морской торговый порт et en ukrainien : Керченський морський торговельний порт) est l'un port maritime de la mer Noire dépendant de la ville de Kertch.

## Histoire
Il est situé dans la partie hors gel de la baie.

## Infrastructures et installations
Il possède dix quais et un en eau profonde de dix mètres.